# Nicolae Zamfir
Nicolae Zamfir (nacido el 14 de diciembre de 1944) es un exfutbolista rumano y entrenador.
Dirigió en equipos como el CS Universitatea Craiova FC, OFC Bdin Vidin, FCU Craiova 1948, Chimia Râmnicu Vâlcea y JEF United Ichihara.

## Clubes

### Como entrenador
| Club                            | País     | Año         |
| ------------------------------- | -------- | ----------- |
| Universitatea Craiova (juvenil) | Rumania  | 1980 - 1990 |
| OFC Bdin Vidin                  | Bulgaria | 1990 - 1991 |
| FCU Craiova 1948 (juvenil)      | Rumania  | 1991 - 1993 |
| FC Drobeta-Turnu Severin        | Rumania  | 1993 - 1994 |
| FCU Craiova 1948 (adjunto)      | Rumania  | 1994 - 1995 |
| Chimia Râmnicu Vâlcea           | Rumania  | 1995 - 1996 |
| FCU Craiova 1948                | Rumania  | 1997        |
| JEF United Ichihara             | Japón    | 1999 - 2000 |